# Paolo Emilio Landi
 (janvier 2024).
Si vous disposez d'ouvrages ou d'articles de référence ou si vous connaissez des sites web de qualité traitant du thème abordé ici, merci de compléter l'article en donnant les références utiles à sa vérifiabilité et en les liant à la section « Notes et références ».
Paolo Emilio Landi, né à Rome le 2 novembre 1959, est un metteur en scène de théâtre italien, journaliste et réalisateur de documentaires.

## Biographie
Paolo Emilio Landi est le premier metteur en scène étranger à avoir reçu le prix d’État de la Russie, qui lui a été remis par Vladimir Poutine, président de la fédération de Russie, pour Filumena Marturano, mis en scène au Théâtre des jeunes de Saratov en 2004.

## Théâtre
Dès l’âge de 16 ans, il commence à s’occuper de théâtre, comme technicien du son et de la lumière, puis comme assistant pour des metteurs en scène tels que Luigi Squarzina, Augusto Zucchi, Giulio Bosetti, dans des productions nationales.
Il fait ses débuts comme metteur en scène professionnel avec la première nationale de After Magritte (1986), pièce inédite du célèbre auteur anglais Tom Stoppard. Le succès arrive avec La Cantatrice chauve d’Eugène Ionesco, spectacle qui sera repris par la suite en Italie, en France (Festival d'Avignon), aux États-Unis (Richmond) et en Russie (Omsk et Saratov). 
Diplômé summa cum laude de l’Université de Rome « La Sapienza », en langue et littérature américaine sous la direction d’Agostino Lombardo, avec une thèse sur Tennessee Williams et plus particulièrement sa pièce OutCry, texte onirique que Landi a par la suite mis en scène lors du Festival de Todi (1989), en première mondiale. 
Avec la chute du Mur de Berlin, les pays de l’Est s’ouvrent. Landi est immédiatement engagé à Omsk, en Sibérie (1990) (Ekaterina Nartimova, Konsomolskaja pravda 2008). Il débute alors une carrière en Russie, qui l’amène à mettre en scène plus de 25 pièces dans les théâtres nationaux académiques de nombreuses métropoles. Des villes telles que Omsk, Samara, Saratov, Riga, Vilnius, Tcheliabinsk, Moscou, Saint-Pétersbourg, l’accueillent ainsi à plusieurs reprises pour de nouvelles mises en scène.
À la fin des années 1990, il débarque aux États-Unis avec une première mise en scène au Repertory Theatre de Milwaukee (Arlequin, serviteur de deux maîtres) qui remporte le prix du meilleur spectacle de l’année. C’est  alors que commence sa collaboration avec l'Université de Richmond (Virginie) dont il devient ensuite professeur. Il y enseigne le théâtre et le documentaire, et y expérimente de nouvelles mises en scène avec les étudiants.
Très large, le répertoire abordé par Landi va du théâtre classique italien (Goldoni, Scarpetta, Pirandello, De Filippo), au théâtre anglais (Stoppard, Frayn), sans oublier celui de l’absurde, voire la comédie musicale (Full Monty). Ce qui distingue ses mises en scène (souvent grandioses par le choix des décors, réalisés le plus souvent par Santi Migneco) (Novonews 2009), c’est l’association assumée du comique et du tragique (Ubaldo Soddu), de l’action physique pure, de la réminiscence stanislavskienne (Oksana Dubonus - BK55.ru), de la musique, de la danse et de la vidéo. En Russie, il rencontre un public très sensible à son esthétique théâtrale et compte parmi les metteurs en scène les plus demandés et les plus appréciés (Imhonet). Il est le premier metteur en scène à avoir travaillé pour le théâtre mythique de la Taganka à Moscou, après le départ de son directeur historique, Youri Lioubimov.
Souvent considéré comme un metteur en scène « commercial », il remporte en effet de grands succès, avec des mises en scène qui restent longtemps au répertoire des théâtres (de 5 ans au minimum, jusqu’à un maximum de 16 ans), et sont le plus souvent suivies par un très large public (Pribalt.info). Miseria e Nobilta, par exemple, est depuis 16 ans à l’affiche à Omsk. 
Landi parle couramment l’anglais, le français, l'espagnol et le russe. Il  a également traduit de nombreuses pièces de théâtre en italien.

## Télévision
Issu d’une famille vaudoise (son père, Paolo, a été membre de la Table vaudoise), depuis 1982, il collabore en tant que réalisateur et journaliste au programme « Culte protestant » de la chaîne de télévision Rai 2, pour lequel il a produit depuis plusieurs centaines de reportages, documentaires, programmes musicaux, interviews en studio, etc. Il est également présentateur de l’émission. Depuis 2001, il est membre de l’ordre des journalistes de la région du Latium.
Il a tourné en Europe, Afrique, Asie et en Amérique. Ses reportages ont également été diffusés en France, en Suisse et aux États-Unis : Il Vulcano può ancora esplodere (Le volcan peut encore exploser), tourné au Rwanda après le génocide, Sudan, una pace difficile (Soudan, une paix difficile), La Russia di Putin (La Russie de Poutine), In nome di Dio (Au nom de Dieu), sur la guerre de religion dans l’archipel des Moluques (Indonésie), et C’è un tempo per… (Il y a un temps pour…), collage d’entretiens sur le thème du temps.
Par ailleurs, il a réalisé un docu-fiction intitulé Una Banca Per Amico (Une banque pour amie) pour la chaîne éducative de la Rai, RaiEdu, et pour la Rai 3, une fiction, Sul confine (À la frontière), tirée du drame homonyme de Leonardo Franchini.

## Productions théâtrales étrangères

### États-Unis
- Servitore di due Padroni (Arlequin serviteur de deux maîtres) de Carlo Goldoni, adaptation de Jeff Hatcher et Paolo Emilio Landi, Milwaukee Repertory Theatre, Milwaukee, Wisconsin, 1999.
- I Gemelli Veneziani (Les deux jumeaux vénitiens) de Carlo Goldoni, Université de Richmond, VA, 2002.
- Les Chaises et La Cantatrice chauve de Eugene Ionesco, Université de Richmond, VA, 2006.
- Servitore di due Padroni (Arlequin serviteur de deux maîtres) de Carlo Goldoni, adaptation de Jeff Hatcher et Paolo Emilio Landi, Resident Ensemble Players, Université du Delaware, Newark, Delaware, 2013.

### Russie
- La Cantatrice Chauve de Eugene Ionesco. State Omsk Drama Theatre, 1991. Première absolue dans les pays de l’ex-URSS.
- I Gemelli Veneziani (Les deux jumeaux vénitiens) de Carlo Goldoni, Théâtre d’art dramatique d’Omsk, 1995.
- Miseria e Nobiltà (La pauvreté et la noblesse) de Eduardo Scarpetta, Théâtre d’art dramatique d’Omsk, 1998.
- I Gemelli Veneziani (Les deux jumeaux vénitiens) de Carlo Goldoni, Théâtre d’art dramatique de Samara (Russie), 2000.
- Filumena Marturano de Eduardo De Filippo, Saratov Youth Theatre, 2001.
- Uomo e Galantuomo (Homme et galant homme) de Eduardo De Filippo, Théâtre d’art dramatique d’Omsk, 2002.
- The Full Monty (Full Monty – le grand jeu) de J. Collard, Théâtre d’art dramatique de Samara, 2002.
- Servitore di due Padroni (Arlequin, serviteur de deux maîtres) de Carlo Goldoni, adaptation de Jeff Hatcher et Paolo Emilio Landi, Théâtre des jeunes de Saratov, 2003.
- They shoot horses, don’t they ? (On achève bien les chevaux) d’après H. Mc Coy, adaptation de Dmitri Lebedev et Paolo E. Landi- Théâtre d’art dramatique de Samara (Russie), 2004.
- I Due Gemelli Veneziani (Les deux jumeaux vénitiens) de Carlo Goldoni (édition du Carnaval) - Théâtre d’art dramatique d’Oufa (Bachkirie, fédération de Russie), 2005.
- Noises off (Silence en coulisse) de Michael Frayn, Théâtre des jeunes de  Saratov (Russie), 2006.
- Miseria e Nobiltà (La pauvreté et la noblesse) de Eduardo Scarpetta, Théâtre d’art dramatique d’Omsk, 1998.
- Le Malade imaginaire de Molière, Théâtre d’art dramatique d’Omsk, 2008.
- Les Chaises & La Cantatrice chauve de Eugène Ionesco, Théâtre des jeunes de Saratov (Russie), 2008.
- Miseria e Nobiltà (La pauvreté et la noblesse) de Eduardo Scarpetta, Théâtre d’art dramatique de Tcheliabinsk, 2009.
- L'Avare de Molière, Théâtre d’art dramatique d’Oufa (Bachkirie, fédération de Russie), 2009.
- L'Amore delle Tre Melarance (L’amour des trois oranges) de Carlo Gozzi, Théâtre des jeunes de  Saratov (Russie), 2010.
- Napoli Milionaria (Naples millionnaire) de Eduardo De Filippo, Théâtre d’art dramatique d’Oufa (Bachkirie, fédération de Russie), 2011.
- I Due Gemelli Veneziani (Les deux jumeaux vénitiens) de Carlo Goldoni, Théâtre Taganka, MOSCOU (Russie), 2011.
- Bullets over Broadway (Coups de feu sur Broadway) d’après Woody Allen, Théâtre d’art dramatique de Samara, 2013.
- Les aventures de Pinocchio, d’après Carlo Collodi, Théâtre des jeunes de Saratov (Russie), 2014.
- Uomo e Galantuomo (Homme et galant homme) de Eduardo De Filippo, Théâtre d’art dramatique de Samara, 2015
- Miseria e Nobiltà (La pauvreté et la noblesse) de Eduardo Scarpetta, Théâtre d’art dramatique de Krasnojarsk  2016.
- Le docteur des fous  de Eduardo Scarpetta, Théâtre d’art dramatique d’Oufa (Bachkirie, fédération de Russie), 2018
- Vacances napolitaines  de Eduardo Scarpetta, Théâtre d’art dramatique de Yaroslavl,  fédération de Russie, 2019.
- Uomo e Galantuomo (Homme et galant homme) de Eduardo De Filippo, Théâtre de la Comedie Akimov, S. Petersbourg, 2024
- I Gemelli Veneziani (Les deux jumeaux vénitiens) de Carlo Goldoni, Théâtre d’art dramatique de Yaroslavl,  fédération de Russie, 2024.

### Lituanie
- SMS, All about man (SMS, tout sur les hommes) de Paolo E. Landi, Jaunimo Teatras, Vilnius, 2004, Lituanie.
- Noises Off (Silence en coulisses) de Michael Frayn, Jaunimo Teatras, Vilnius, 2007, Lituanie.
- Miseria e Nobiltà (La pauvreté et la noblesse) de Eduardo Scarpetta, Jaunimo Teatras, Vilnius, 2007, Lituanie.

### Lettonie
- L'Uomo la Bestia e la Virtu' (L’Homme, la bête et la vertu) de Luigi Pirandello, Théâtre russe de Riga, 1993.
- Miseria e Nobiltà (La pauvreté et la noblesse) de Eduardo Scarpetta, Théâtre russe de Riga, 2008.
- Uomo e Galantuomo (Homme et galant homme) de Eduardo De Filippo, Théâtre russe de Riga, 2011.
- Filumena Marturano de Eduardo De Filippo, Théâtre de Liepāja, 2013.

### France
- La Cantatrice Chauve de Eugène Ionesco, Festival d'Avignon, 1995.

### Allemagne
- Tragedie in due battute (Tragédie en deux répliques), de Achille Campanile, 1992.

## Publications
- Bibbia e libertà - Otto secoli di storia valdese (DVD),  Giorgio Bouchard, Paolo Emilio Landi, Claudiana, Turin, 2006
- The servant of two masters, Carlo Goldoni, traduit et adapté par Jeffrey Hatcher et Paolo Emilio Landi, Dramatist Play service INC, 2000
- In nome di Dio - Guerra di religione nelle Isole Molucche, Sinnos, Rome, 2000